# Oratemnus timorensis
Oratemnus timorensis es una especie de arácnido del orden Pseudoscorpionida de la familia Atemnidae.

## Distribución geográfica
Se encuentra en Timory las islas Salomón.